# 人生デザイン U-29
『人生デザイン U-29』（じんせいデザインゆーにじゅうきゅう）は、NHK Eテレで、2014年3月31日から2018年3月27日まで放送されたドキュメント番組。

## 概要
これまでの「あしたをつかめ〜しごともくらしも〜」を受け継ぎ、タイトルを改めてスタートする番組。
「U-29世代（29歳以下）」の悩みや不安に加え、新たなチャレンジを通して、“社会に出るとは○○○ なんだ”を描く“生きかた番組”で、内容は主人公の仕事や暮らしの様子をドキュメントして、働く醍醐味や、収入と支出、さらには、オンとオフの過ごし方を伝える。なお、この『人生デザイン U-29』という番組タイトルは、「自らの人生をデザインしようと奮闘中の29歳以下代表」という意味が込められている。
第1回目の放送は、吉田千佳～オンライン動画クリエイターであった。

## ナレーション
- Mummy-D（RHYMESTER）　（2014年3月31日 - 2015年3月23日）
- 松坂桃李　（2015年3月30日 - 2018年3月27日）[3]

## テーマ曲
- daoko＆Mummy-D 「Okay!」（2014年3月31日 - 2015年3月23日）
- 秦基博「ROUTES」（2015年3月30日～2018年3月27日）

## 放送時間
いずれもEテレ
2014年度 - 2015年度
- 本放送：月曜日 19:25 - 19:50
- 再放送：水曜日 23:25 - 23:50

2016年度 - 2017年度
- 本放送：火曜日 23:00 - 23:25
- 再放送：土曜日（金曜日深夜）1:00 - 1:25